# Türkmenisztán himnusza
Ez Türkmenisztán nemzeti himnusza, 2000 óta. Zenéjét Veli Mukhatov (1916–2005) szerezte, szövegét többen írták közösen.
| Garaşsyz, Bitarap, Türkmenistanyň Döwlet Gimni Türkmenbaşyň guran beýik binasy Berkarar döwletim, jigerim – janym. Başlaryň täji sen, diller senasy Dünýä dursun, sen dur, Türkmenistanym! Janym gurban sana, erkana ýurdum Mert pederleň ruhy bardyr könülde. Bitarap, Garaşsyz topragyn nurdur Baýdagyn belentdir dünýan önünde. Türkmenbaşyň guran beýik binasy Berkarar döwletim, jigerim – janym. Başlaryň täji sen, diller senasy Dünýä dursun, sen dur, Türkmenistanym! Gardaşdyr tireler, amandyr iller Owal-ahyr birdir bizin ganymyz. Harasatlar almaz, syndyrmaz siller Nesiller döş gerip gorar şanymyz. Türkmenbaşyň guran beýik binasy, Berkarar döwletim, jigerim – janym. Başlaryň täji sen, diller senasy, Dünýä dursun, sen dur, Türkmenistanym! Arkamdyr bu daglar, penamdyr düzler Ykbalym, namysym, togabym, Watan! Sana şek ýetirse, kör bolsun gözler Geçmişim, geljegim, dowamym, Watan! |  | The National Anthem of the Independent, Neutral Turkmenistan The great creation of Türkmenbaşy Native land, sovereign state Turkmenistan, light and song of soul Long live and prosper for ever and ever! I am ready to give life for native hearth The spirit of ancestors descendants are famous for My land is sacred. My flag flies in the world A symbol of the great neutral country flies. The great creation of Türkmenbaşy Native land, sovereign state Turkmenistan, light and song of soul Long live and prosper for ever and ever! My nation is united and is veins of tribes Ancestors' blood, undying flows Storms and misfortunes of times are not dreadful for us Let us increase fame and honour! The great creation of Türkmenbaşy, Native land, sovereign state Turkmenistan, light and song of soul Long live and prosper for ever and ever! Mountains, rivers and beauty of steppes Love and destiny, revelation of mine Let my eyes go blind for any cruel look at you Motherland of ancestors and heirs of mine! |

## Magyar szövege
A független és semleges Türkmenisztán állami himnusza
Türkmenisztán, a lélek dallama vagy,

Szülőhazám – te független ország:

Türkmenbasi hatalmas-nagy birodalma,

Öröktől-örökké élj és virágozzál!

Kész vagyok életem áldozni hazámért,

Önállóságunkat szent földem hirdeti.

Őseink dicső szelleme tovább él,

Lobogónkat a szabad szél lengeti!

Türkmenisztán, a lélek dallama vagy,

Szülőhazám – te független ország:

Türkmenbasi hatalmas-nagy birodalma,

Öröktől-örökké élj és virágozzál!

Törzsek-nemzetségek: egységes a népem,

Az idők viharától sosem rettegünk,

Egyek vagyunk az őseink vérével,

Őrizzük-növeljük közös dicsőségünk!

Türkmenisztán, a lélek dallama vagy,

Szülőhazám – te független ország:

Türkmenbasi hatalmas-nagy birodalma,

Öröktől-örökké élj és virágozzál!

Hegyeink, folyóink, szetyeppéink, szépséged -

Rejtély, mi hozzád fűz, a sorsom, a szerelmem…

Vak, aki nem látja a te ékességed,

Te vagy a jövendőm, te vagy a kezdetem!